# كاتي ميلوا
كيتفان «كاتي» ميلوا (ولدت في 16 سبتمبر 1984) هي مغنية جورجية/بريطانية، كاتبة أغاني وموسيقية. ولدت في جورجيا، لكن بعد ذلك انتقلت عائلتها إلى إيرلنده الشمالية عندما كانت في الثامنة من عمرها ثم انتقلت إلى إنجلترا عندما أصبح عمرها 14 سنة، ميلوا تغني لشركة تسجيلات دراماتيكو، وذلك تحت إدارة كاتب الأغاني مايك بات، وهو الذي ساهم في ظهورها لأول مرة في عام 2003. في عام 2006 أصبحت المغنية ذات المبيعات الكبيرة في إنجلترا، وأيضاً أصبحت المغنية ذات المبيعات الكبيرة في أوروبا
في نوفمبر 2003، عندما كانت في 19 من عمرها، أصدرت ميلوا أول ألبوم لها «ألغ البحث» والذي وصل إلى القمة في قائمة الألبومات البريطانية وبيع منه 1.8 مليون نسخة في أول خمسة شهور من إصداره، ألبومها الثاني «قطعة بقطعة» تم إصداره في سبتمبر 2005، وحتى الآن رشح بلاتينياً أربع مرات. أصدرت ميلوا ألبومها الثالث «صور» في أكتوبر 2007، والذي أعلنت من خلاله أنه آخر ألبوم لها بالتعاون مع مايك بات.

## روابط خارجية
- كاتي ميلوا على موقع IMDb (الإنجليزية)
- كاتي ميلوا على موقع ألو سيني (الفرنسية)
- كاتي ميلوا على موقع ميوزك برينز (الإنجليزية)
- كاتي ميلوا على موقع أول ميوزيك (الإنجليزية)
- كاتي ميلوا على موقع ديسكوغز (الإنجليزية)
- كاتي ميلوا على موقع قاعدة بيانات الفيلم (الإنجليزية)
- كاتي ميلوا على موقع كينوبويسك (الروسية)